# Jean Taillandier
Jean Taillandier (Auzances, 1938. január 22. –) francia  válogatott labdarúgókapus.
A francia válogatott tagjaként részt vett az 1960-as Európa-bajnokságon.